# Limnophila sachalinensis
Limnophila sachalinensis är en tvåvingeart som först beskrevs av Matsumura 1911.  Limnophila sachalinensis ingår i släktet Limnophila och familjen småharkrankar. Inga underarter finns listade i Catalogue of Life.